# Boom Boom Pow
«Boom Boom Pow» — пісня американського хіп-хоп гурту The Black Eyed Peas з їхнього п'ятого студійного альбому The E.N.D. Сам трек записаний в сучасному звучанні в стилях dance pop, electro-hop та хіп-хоп. Трек , займає лідируючі позиції в Billboard Hot 100. Але свій великий потенціал він підтверджує не тільки цим, але й тим, що трек лідирує в багатьох престижних чартах Америки, Британії, Канади, Європи та Австралії.
Пісню завантажило більш як 4,295,000 користувачів інтернету в  U.S, всього за 23 тижні, такого успіху не було ще у жодної пісні. А продаж цього синглу склав 5,034,711 мільйонів копій лише в  U.S.
Пісня номінувалася на  52nd Grammy Awards, в номінації Best Dance Recording, і виграла номінацію Best Short Form Music Video. Rolling Stone розмістило пісню на  #14 сходинці в своєму чарті «Best 25 Songs of 2009 list».

## Чарти
| Чарт(2009)                           | Позиція |
| ------------------------------------ | ------- |
| ARIA                                 | 1       |
| Austrian Singles Chart               | 3       |
| Belgian Singles Chart                | 1       |
| Belgian Singles Chart                | 1       |
| Canadian Hot 100                     | 1       |
| Czech Republic Singles Chart         | 7       |
| Danish Singles Chart                 | 5       |
| Dutch Singles Chart                  | 4       |
| Finnish Singles Chart                | 5       |
| French Singles Chart                 | 4       |
| Irish Singles Chart                  | 3       |
| Israeli Singles Chart                | 1       |
| Italian Singles Chart                | 7       |
| New Zealand Singles Chart            | 2       |
| Norwegian Singles Chart              | 7       |
| Spanish Singles Charts               | 12      |
| Swedish Singles Chart                | 10      |
| Swiss Singles Chart                  | 4       |
| Turkey Top 20 Chart                  | 1       |
| UK Singles Chart                     | 1       |
| UK R&B Chart                         | 1       |
| U.S. Billboard Hot 100               | 1       |
| U.S. Billboard Hot R&B/Hip-Hop Songs | 55      |
| U.S. Billboard Pop 100               | 1       |
| U.S. Billboard Pop Songs             | 1       |